# Xylena brillians
Xylena brillians är en fjärilsart som beskrevs av Ottolengui 1902. Xylena brillians ingår i släktet Xylena och familjen nattflyn. Inga underarter finns listade i Catalogue of Life.